# Премія Ентоні
Премія Ентоні (англ. Anthony awards) — літературна премія для письменників детективного жанру. Названа на честь американського редактора і письменника Ентоні Бучера. Вручається на Всесвітньому Бучерконовому з'їзді таємниць (Bouchercon World Mystery Convention) починаючи з 1986 року як результат вибору делегатів з'їзду. Церемонія також може включати вручення низки нагород «wild card». Є однією з найпрестижніших премій для авторів детективного жанру. Премія Ентоні допомогла в кар'єрі багатьом її лауреатам.

## Категорії
Нагороди присуджуються в таких категоріях:
- Найкращий роман
- Найкращий перший роман
- Найкращий роман у м'якій обкладинці
- Найкраще оповідання
- Найкраща критична/наукова робота
- Особлива, яка включає різні номінації

## Переможці за роками
1980-ті роки
1986
- Найкращий роман — "B" Is for Burglar[en] («В» для грабіжника), Сью Графтон (Sue Grafton)
- Найкращий перший роман — When the Bough Breaks[en] (Коли сук ламається), Джонатан Келлерман (Jonathan Kellerman)
- Найкращий роман у м'якій обкладинці — Say No to Murder[en] (Скажи ні вбивству), Ненсі Пікард (Nancy Pickard)
- Найкраще оповідання — Lucky Penny (Щаслива Пенні), Linda Barnes[en] (Лінда Барнс)
- Найкращий телевізійний серіал — Вона написала вбивство (Murder, She Wrote)
- Грандмастер — Барбара Мерц (Barbara Mertz)

1987
- Найкращий роман — "C" Is for Corpse[en] («С» для тіла), Сью Графтон (Sue Grafton)
- Найкращий перший роман — Too Late to Die (Занадто пізно померти), Bill Crider[en] (Білл Крайдер)
- Найкращий роман у м'якій обкладинці — The Junkyard Dog (Собака зі сміттєзвалища), Robert Wright Campbell[en] (Роберт Райт Кемпбелл)
- Найкраще оповідання — The Parker Shotgun (Рушниця Паркера), Сью Графтон (Sue Grafton)

1988
- Найкращий роман — Skinwalkers[en] (Ходунки зі шкіри), Тоні Гіллерман (Tony Hillerman)
- Найкращий перший роман — Caught Dead in Philadelphia[en] (Захоплений мертвим у Філадельфії), Gillian Roberts (Джилліан Робертс)
- Найкращий роман у м'якій обкладинці — The Monkey's Raincoat (Плащ мавпи), Роберт Крейс (Robert Crais)
- Найкраще оповідання — Breakfast Television (Ранкова телепрограма), Robert Barnard[en] (Роберт Барнард)
- Найкращий фільм — The Big Easy[en] (Великий кайф)
- Найкращий телесеріал — Mystery![en] (Таємниця)

1989
- Найкращий роман — Мовчання ягнят (The Silence of the Lambs), Томас Гарріс (Thomas Harris)
- Найкращий перший роман — A Great Deliverance[en] (Велике звільнення), Елізабет Джордж (Elizabeth George)
- Найкращий роман у м'якій обкладинці — Something Wicked (Щось зле), Каролін Гарт (Carolyn Hart)
- Досягнення всього життя — Dorothy Salisbury Davis[en] (Дороті Солсбері Девіс)

1990-ті роки
1990
- Найкращий роман — The Sirens Sang of Murder[en] (Сирени співали про вбивство), Sarah Caudwell[en] (Сара Кодвелл)
- Найкращий перший роман — Katwalk[en] (Прогулянка Кет), Карен Кіеффскі (Karen Kijewski)
- Найкращий роман у м'якій обкладинці — Honeymoon with Murder[en] (Медовий місяць із вбивством), Каролін Гарт (Carolyn Hart)
- Найкраще оповідання — Afraid All The Time from Sisters in Crime (Весь час боїться сестер у злочині), Ненсі Пікард (Nancy Pickard)
- Найкращий телесеріал — Інспектор Морс (Inspector Morse)
- Досягнення всього життя — Michael Gilbert[en] (Майкл Гілберт)

1991
- Найкращий роман — "G" Is for Gumshoe[en] (G для детектива), Сью Графтон (Sue Grafton)
- Найкращий перший роман — Postmortem[en] (Після розтину), Патрісія Корнвелл (Patricia Cornwell)
- Найкращий роман у м'якій обкладинці — Where's Mommy Now?[en] (Де мамця зараз?), Rochelle Majer Krich[en] (Рошель Маєр Кріч) та Grave Undertaking (Могильне підприємство), James McCahery (Джеймс Маккахері)
- Найкраще оповідання — The Celestial Buffet (Піднебесний буфет), Susan Dunlap[en] (Сюзан Данлеп)
- Найкращий художній фільм — Презумпція невинності (Presumed Innocent)
- Найкращий телесеріал — Mystery![en] (Загадка!)
- Найкраща критична робота — Synod Of Sleuths (Синод сищиків), Jon L. Breen і Martin H. Greenberg[en] (Жон Л. Брін і Мартін Г. Грінберг)
- Досягнення всього життя — William Campbell Gault[en] (Вільям Кемпбелл Голт)

1992
- Найкращий роман — The Last Detective[en] (Останній детектив), Пітер Ловсі (Peter Lovesey)
- Найкращий перший роман — Murder on the Iditarod Trail[en] (Вбивство на Ідітародській стежці), Sue Henry[en] (Сью Генрі)
- Найкраще оповідання — Lucky Dip (Вдале занурення), Liza Cody[en] (Ліза Коді)
- Найкраща антологія / збірка оповідань — A Woman's Eye (Очі жінки), Сара Парецкі (Sara Paretsky)
- Найкраща критична робота — 100 Great Detectives[en] (100 великих детективів), Maxim Jakubowski[en] (Максим Якубовські)
- Найкраща книга про справжній злочин — Homicide: A Year on the Killing Streets[en] (Вбивство: рік на вулицях убивств), Девід Саймон (David Simon)
- Досягнення всього життя — Charlotte MacLeod[en] (Шарлотта Маклеод)

1993
- Найкращий роман — Bootlegger's Daughter[en] (Дочка бутлегера), Маргарет Марон, (Margaret Maron)
- Найкращий перший роман — Blanche on the Lam[en] (Бланшувати Лем), Barbara Neely[en] (Барбара Нілі)
- Найкраще оповідання — Cold Turkey (Холодна індичка), Diane Mott Davidson[en] (Даян Мотт Девідсон)
- Найкраща критична робота — Doubleday Crime Club Compendium 1928-1991[en] (Компендіум імпринту «Кримінальний клуб» видавництва Doubleday у 1928—1991 роках)
- Найкраща книга про справжній злочин — The Doctor, the Murder, the Mystery: The True Story of the Dr. John Branion Murder Case[en] (Доктор, вбивство, таємниця: правдива історія справи про вбивство доктора Джона Браніона), Barbara D'Amato[en] (Барбара д'Амато)
- Досягнення всього життя — Hammond Innes[en] (Геммонд Іннес) і Ralph McInerny[en] (Ральф Макінерні)

1994
- Найкращий роман — Wolf in the Shadows[en] (Вовк серед овець), Марсія Мюллер (Marcia Muller)
- Найкращий перший роман — Track of the Cat[en] (Слід кота), Nevada Barr[en] (Невада Барр)
- Найкраще оповідання — Checkout (Кінець роботи), Susan Dunlap[en] (Сюзен Данлеп)
- Найкраща критична робота — The Fine Art Of Murder: The Mystery Reader's Indispensable Companion (Мистецтво вбивства: незамінний супутник читача), Ed Gorman[en], Martin H. Greenberg[en] and Larry Segriff (Ед Горман, Мартін Г. Грінберг і Ларрі Сегріфф)
- Найкраща антологія / збірка оповідань — Mary Higgins Clark presents Malice Domestic 2 (Мері Хіггінс Кларк представляє «Malice Domestic 2»)
- Найкраща книга про справжній злочин — A Rose for Her Grave and Other True Cases[en] (Роза на її могилу та інші справжні випадки), Ann Rule[en] (Енн Руле)
- Досягнення всього життя — Тоні Гіллерман (Tony Hillerman)

1995
- Найкращий роман — She Walks These Hills[en] (Вона йде цими пагорбами), Шерін Маккрамб (Sharyn McCrumb)
- Найкращий перший роман — The Alienist[en] (Алієніст), Caleb Carr[en] (Калеб Карр)
- Найкраще оповідання — The Monster of Glamis (Чудовисько з Гламіса), Шерін Маккрамб (Sharyn McCrumb)
- Найкраща критична робота — Crime Fiction, 2nd Edition (Кримінальна література, 2-е видання), B.A. Pike[en] і J. Cooper (Баррі Пайк і Дж. Купер)
- Найкраща антологія / збірка оповідань — The Mysterious West[en] (Містичний захід), Тоні Гіллерман (Tony Hillerman)
- Найкраща книга про справжній злочин — Criminal Shadows: Inside the Mind of the Serial Killer[en] (Злочинні тіні: у свідомості серійного вбивці), David Canter[en] (Девід Кантер)
- Найкращий фільм — Кримінальне чтиво (Pulp Fiction)
- Найкращий телесеріал — Prime Suspect[en] (Головний підозрюваний)
- Досягнення всього життя — Рут Ренделл (Ruth Rendell)

1996
- Найкращий роман — Under the Beetle's Cellar[en] (Під льохом жука), Мері Вілліс Волкер (Mary Willis Walker)
- Найкращий перший роман — Death in Bloodhound Red[en] (Смерть у Ред Бладгаунді), Virginia Lanier[en] (Вірджинія Ланьє)
- Найкращий роман у м'якій обкладинці — Deal Breaker[en] (Порушник угоди), Гарлан Кобен (Harlan Coben)
- Найкраще оповідання — And Pray Nobody Sees You (І моліться, щоб вас ніхто не бачив), Gar Anthony Haywood[en] (Гер Ентоні Гейвуд)
- Найкраща критична робота — The Armchair Detective Book of Lists, 2nd Edition (Книга-список детективів у кріслі-качалці, 2-е видання), Kate Stine (Кейт Стайн)
- Найкраща збірка оповідань — The McCone Files: The Complete Sharon McCone Stories (Файли МакКоуна: повні історії Шерон МакКоун), Марсія Мюллер (Marcia Muller)
- Найкраща книга про справжній злочин — Dead By Sunset: Perfect Husband, Perfect Killer? («Мертвий до заходу сонця: ідеальний чоловік, ідеальний вбивця»?), Ann Rule[en] (Енн Рал)
- Найкращий телесеріал — Цілком таємно (The X-Files)

1997
- Найкращий роман — The Poet[en] (Поет), Майкл Коннеллі (Michael Connelly)
- Найкращий перший роман — Death in Little Tokyo (Смерть у маленькому Токіо), Dale Furutani[en] (Дейл Фурутані) і Somebody Else's Child[en] (Чужа дитина), Terris McMahan Grimes (Терріс Макмаган Граймс)
- Найкраще оповідання — Accidents Will Happen (Аварії будуть траплятися), Carolyn Wheat (Каролін Вет)
- Найкраща критична робота — Detecting Women 2: Reader's Guide and Checklist for Mystery Series Written by Women (Детективи жінок 2: Посібник для читача та контрольний список для детективної серії, написаної жінками), Willetta L. Heising (Віллетта Л. Гейзінг)
- Найкращий фензін — The Armchair Detective (Детектив у кріслі)
- Досягнення всього життя — Дональд Вестлейк

1998
- Найкращий роман — No Colder Place[en] (Немає холоднішого місця), Ш. Дж. Розен (S. J. Rozan )
- Найкращий перший роман — Поверх смерті (Killing Floor), Лі Чайлд (Lee Child)
- Найкращий роман у м'якій обкладинці — Big Red Tequila[en] (Кривава текіла), Рік Ріордан (Rick Riordan)
- Найкраще оповідання — One Bag of Coconuts (Один мішок кокосів), Edward D. Hoch[en] (Едвард Д. Гоч) і A Front Row Seat (Сидіння в передньому ряду), Jan Grape (Ян Грейп)
- Найкраща обкладинка — Нічні собаки (Night Dogs), Michael Kellner (Майкл Келлнер)

1999
- Найкращий роман — Blood Work[en] (Кривава робота), Майкл Коннеллі (Michael Connelly)
- Найкращий перший роман — Iron Lake (Сталеве озеро), Вільям Кент Крюгер (William Kent Krueger)
- Найкращий роман у м'якій обкладинці — Butchers Hill[en] (Будинок м'ясника), Лаура Ліппман, (Laura Lippman)
- Найкраще оповідання — Of Course You Know that Chocolate Is a Vegetable (Звичайно, ви знаєте, що шоколад — це овоч), Barbara D'Amato[en] (Барбара Д'Амато)
- Найкраща критична робота — Deadly Pleasures Magazine (Журнал «Смертельні задоволення»), George Easter (Джордж Істер)
- Досягнення всього життя — Len and June Moffatt (Лен і Джюн Моффатт)

2000-ні роки
2000
- Найкращий роман — In a Dry Season[en] (У сухий сезон), Peter Robinson[en] (Пітер Робінсон)
- Найкращий перший роман — Murder with Peacocks[en] (Вбивство з павичами), Донна Ендрюс (Donna Andrews)
- Найкращий роман у м'якій обкладинці — In Big Trouble[en] (У великій біді), Лаура Ліппман (Laura Lippman)
- Найкраще оповідання — Noir Lite (Чорне ліжко), Meg Chittenden (Мег Чіттенден)
- Найкраща критична робота — Detecting Women, 3rd edition (Виявляючи жінок), Willetta L. Heising (Вілетта Л. Гейзінг)
- Найкращий роман століття — Ребекка (Rebecca), Дафна дю Мор'є (Daphne du Maurier)
- Найкраща серія творів століття — серія Еркюля Пуаро (Hercule Poirot series), Агата Крісті (Agatha Christie)
- Найкращий письменник століття — Агата Крісті (Agatha Christie)
- Досягнення всього життя — Jane Langton[en] (Джейн Ленгтон)

2001
- Найкращий роман — A Place of Execution[en] (Місце страти), Вел Макдермід (Val McDermid)
- Найкращий перший роман — Death of a Red Heroine[en] (Смерть червоної героїні), Qiu Xiaolong[en] (Чшу Шалонг)
- Найкращий роман у м'якій обкладинці — Death Dances to a Reggae Beat[en] (Смерть танцює під реггі), Kate Grilley (Кейт Гріллі)
- Найкраще оповідання — The Problem of the Potting Shed (Проблема сараю для фекальних горщиків), Edward D. Hoch[en] (Едвард Д. Гоч)
- Найкраща критична робота — 100 Favorite Mysteries Of The Century (100 улюблених таємниць століття), Jim Huang[en] (Джим Гуанг)
- Антологія / колекція оповідань — Master's Choice II (Вибір майстра ІІ), Лоуренс Блок (Lawrence Block)
- Найкращий фензін — Mystery News (Містичні новини)
- Досягнення всього життя — Edward D. Hoch[en] (Едвард Д. Гоч)

2002
- Найкращий роман — Mystic River[en] (Містична ріка), Денніс Лігейн (Dennis Lehane)
- Найкращий перший роман — Open Season (Відкритий сезон), C. J. Box[en] (Ч. Д. Бокс)
- Найкращий роман у м'якій обкладинці — Dead Until Dark[en] (Мертвий до настання темряви), Charlaine Harris[en] (Шарлейн Гарріс)
- Найкраще оповідання — Chocolate Moose (Шоколадний лось), Bill Crider[en] і Judy Crider (Білл і Джуді Крайдер)
- Найкраща критична робота — Seldom Disappointed[en] (Зрідка розчаровуються), Тоні Гіллерман (Tony Hillerman)
- Найкращий твір для підлітків — The Mystery of the Haunted Caves (Таємниця печер із привидами), Penny Warner[en] (Пенні Ворнер)
- Мистецтво обкладинки — Michael Storrings (Майкл Сторрінгс)
- Спеціальна служба — Doris Ann Norris (Доріс Енн Норріс)

2003
- Найкращий роман — City of Bones[en] (Місто кісток), Майкл Коннеллі (Michael Connelly)
- Найкращий перший роман — In the Bleak Midwinter[en] (Серед похмурої зими), Julia Spencer-Fleming[en] (Джулія Спенсер-Флемінг)
- Найкращий роман у м'якій обкладинці — Fatal Truth[en] (Фатальна правда), Robin Burcell (Робін Барселл)
- Найкраще оповідання — Too Many Cooks (Занадто багато кухарів), Marcia Talley[en] (Марсія Таллі)
- Найкраща критична робота — They Died in Vain[en]: Overlooked, Underappreciated and Forgotten Mystery Novels (Вони померли марно: пропущені, недооцінені та забуті романи загадок), Jim Huang[en] (Джим Хуанг)
- Найкраще оповідання — Too Many Cooks (Занадто багато кухарів), Marcia Talley[en] (Марсія Таллі)
- Мистецтво обкладинки — Measures of Poison (Міри отрути), Michael Kellner (Майкл Келлнер)

2004
- Найкращий роман — Every Secret Thing[en] (Всяка таємна річ), Лаура Ліппман (Laura Lippman)
- Найкращий перший роман — Monkeewrench[en] (Розвідний ключ), P. J. Tracy[en] (П. Дж. Трейсі)
- Найкращий роман у м'якій обкладинці — Deadly Legacy[en] (Смертельна спадщина), Robin Burcell (Робін Барселл)
- Історична таємниця — For The Love Of Mike (Заради кохання Майка), Ріс Бовен (Rhys Bowen)
- Найкраще оповідання — Doppelganger (Двійник), Ріс Бовен (Rhys Bowen)
- Загадка для підлітків — Гаррі Поттер і Орден Фенікса (Harry Potter and the Order of the Phoenix), Джоан Роулінг (Joanne Rowling)
- Найкраща критична робота — Make Mine a Mystery[en]: A Reader's Guide to Mystery and Detective Fiction (Зробити моєю таємницю: Посібник для читача таємниць і детективів), Gary Warren Niebuhr (Гері Воррен Нібур)

2005
- Найкращий роман — Blood Hollow[en] (Кривава порожнина), Вільям Кент Крюгер (William Kent Krueger)
- Найкращий перший роман — Dating Dead Men[en] (Побачення з мерцями), Гарлі Джейн Козак, Harley Jane Kozak
- Найкращий роман у м'якій обкладинці — Twisted City[en] (Закручене місто), Jason Starr[en] (Джейсон Старр)
- Найкраще оповідання — Wedding Knife (Весільний ніж), Elaine Viets[en] (Елейн Вієтс)
- Досягнення всього життя — Білл Пронзіні та Марсія Мюллер (Bill Pronzini and Marcia Muller)
- Найкраща критична робота — Men's Adventure Magazines (Часопис чоловічої пригоди), Макс Аллан Коллінс зі співавторами (Max Allan Collins et al.)
- Мистецтво обкладинки — Brooklyn Noir (Бруклін Нуар), Sohrab Habibion (Сохраб Хабібіон)

2006
- Найкращий роман — Mercy Falls[en] (Милосердя падає), Вільям Кент Крюгер (William Kent Krueger)
- Найкращий перший роман — Tilt-a-Whirl[en] (Нахиляти-кружляти), Chris Grabenstein[en] (Кріс Грабенстайн)
- Найкращий роман у м'якій обкладинці — The James Deans[en] (Джеймси Діни), Рід Фаррел Коулмен (Reed Farrel Coleman)
- Найкраще оповідання — Misdirection (Невірне спрямування), Barbara Seranella[en] (Барбара Серанелла)
- Досягнення всього життя — Роберт Паркер (Robert B. Parker)
- Найкраща критична робота — The Heirs of Anthony Boucher[en] (Спадкоємці Ентоні Бучера), Marv Lachman (Мерв Лачман)
- Найкращий фензін — Crimespree Magazine (Журнал кримінального розгулу), Jon and Ruth Jordan (Жон і Рут Джордан)
- Спеціальна служба — Mystery Readers International[en] (Інтернаціональна асоціація читачів загадок), Janet Rudolph (Дженет Рудольф)

2007
- Найкращий роман — No Good Deeds[en] (Ніяких добрих справ), Лаура Ліппман (Laura Lippman)
- Найкращий перший роман — Still Life[en] (Натюрморт), Луїза Пенні (Louise Penny)
- Найкращий роман у м'якій обкладинці — Ashes and Bones[en] (Попіл і кістки), Dana Cameron[en] (Дана Камерон)
- Найкраще оповідання — My Father's Secret (Секрет мого батька), Simon Wood (Саймон Вуд)
- Досягнення всього життя — James Sallis[en] (Джеймс Селліс)
- Найкраща критична робота — Mystery Muses[en] (Містичні музи), Jim Huang[en] and Austin Lugar (Джим Гуанг і Остін Лугар)
- Спеціальна служба — Jim Huang[en], Crum Creek Press, The Mystery Company (Джим Гуанг, Крам Крік Пресс і Товариство таємниць)

2008
- Найкращий роман — What the Dead Know[en] (Що знають мертві), Лаура Ліппман (Laura Lippman)
- Найкращий перший роман — In the Woods[en] (У лісах), Тана Френч (Tana French)
- Найкращий роман у м'якій обкладинці — A Thousand Bones[en] (Тисячі кісток), P. J. Parrish[en] (П. Дж. Перріш)
- Найкраще оповідання — Hardly Knew Her (Навряд чи знав її), Лаура Ліппман (Laura Lippman)
- Найкраща критична робота — Arthur Conan Doyle: A Life in Letters (Артур Конан Дойл: Життя в листах), Jon Lellenberg, Daniel Stashower[en], Charles Foley (Джон Лелленберг, Деніел Сташовер, Чарлз Фолі)
- Найкращий блог — Stop, You're Killing Me! (Стоп, ти мене вбиваєш!), Lucinda Surber and Stan Ulrich (Лусінда Сурбер і Стен Ульріх)
- Досягнення всього життя — Robert Rosenwald (Роберт Росенвалд) і Barbara G. Peters[en] (Барбара Пітерс)
- Спеціальна служба — Crimespree magazine (Часопис "Розгул злочинності), Jon and Ruth Jordan (Джон і Рут Джордан)

2009
- Найкращий роман — The Brass Verdict[en] (Латунний вердикт), Майкл Коннеллі (Michael Connelly)
- Найкращий перший роман — Чоловіки, що ненавидять жінок (швед. Män som hatar kvinnor; англ. The Girl with the Dragon Tattoo), Стіг Ларссон (Stieg Larsson)
- Найкращий роман у м'якій обкладинці — State of the Onion[en] (Цибулевий штат), Julie Hyzy[en] (Джулія Гайзі)
- Найкраще оповідання — A Sleep Not Unlike Death (Сон, не схожий на смерть), Sean Chercover[en] (Шон Черковер)
- Найкраща критична робота — Anthony Boucher: A Biobibliography (Ентоні Бучер: Біобібліографія), Jeffrey Marks[en] (Джеффрі Маркс)
- Найкращий твір для підлітків — The Crossroads[en] (Роздоріжжя), Chris Grabenstein[en] (Кріс Грабенстайн)
- Досягнення всього життя — Allen J. Hubin[en] (Аллен Губін)
- Мистецтво обкладинки — Пітер Мендельсунд, Дівчина з татуюванням дракона (The Girl with the Dragon Tattoo)
- Спеціальна служба — Crimespree magazine (Часопис "Розгул злочинності), Jon and Ruth Jordan (Джон і Рут Джордан)

2010-ті роки
2010
- Найкращий роман — The Brutal Telling[en] (Жорстоке відображення), Луїза Пенні (Louise Penny)
- Найкращий перший роман — A Bad Day for Sorry[en] (Поганий день для вибачення), Sophie Littlefield[en] (Софі Літтлфілд)
- Найкращий роман у м'якій обкладинці — Starvation Lake[en] (Озеро голоду), Bryan Gruley[en] (Браян Грулі)
- Найкраще оповідання — On the House from Quarry (На будинку з кар'єру), Генк Філіппі Райан (Hank Phillippi Ryan)
- Найкраща критична робота — Talking About Detective Fiction[en] (Розмова про детективний жанр), Філліс Дороті Джеймс (P.D. James)

2011
- Найкращий роман — Bury Your Dead[en] (Поховай своїх мертвих), Луїза Пенні (Louise Penny)
- Найкращий перший роман — Damage Done[en] (Нанесена шкода), Hilary Davidson[en] (Гіларі Девідсон)
- Найкращий роман у м'якій обкладинці — Expiration Date[en] (Термін придатності), Duane Swierczynski[en] (Дуейн Сверчинські)
- Найкраще оповідання — Swing Shift (Поворотний зсув), Dana Cameron[en] (Дана Кемерон)
- Найкраща критична робота — Agatha Christie's Secret Notebooks[en] (Таємні щоденники Агати Крісті), John Curran[en] (Джон Каррен)
- Досягнення всього життя — Сара Парецкі (Sara Paretski)
- Графічний роман — The Chill (Озноб), Jason Starr[en] (Джейсон Старр)
- Найкращий блог — Stop, You're Killing Me! (Стоп, ти мене вбиваєш!), Lucinda Surber and Stan Ulrich (Лусінда Сурбер і Стен Ульріх)
- Спеціальна служба — Shots (Постріли), Ali Karim (Алі Керім)

2012
- Найкращий роман — A Trick of the Light[en] (Хитрість світла), Луїза Пенні (Louise Penny)
- Найкращий перший роман — Learning to Swim[en] (Учимся плавать), Sara J. Henry (Сара Д. Генрі)
- Найкращий роман у м'якій обкладинці — Buffalo West Wing[en] (Західне крило Баффало), Julie Hyzy[en] (Джулі Гайзі)
- Найкраще оповідання — Disarming (Роззброєння), Dana Cameron[en] (Дана Кемерон)
- Найкраща критична робота — The Sookie Stackhouse Companion (Компаньйон Сукі Стекхаус), Charlaine Harris[en] (Шарлейн Гарріс)

2013
- Найкращий роман — The Beautiful Mystery (Прекрасна таємниця), Луїза Пенні (Louise Penny)
- Найкращий перший роман — The Expats[en] (Експати), Chris Pavone[en] (Кріс Павон)
- Найкращий роман у м'якій обкладинці — Big Maria (Велика Марія), Johnny Shaw[en] (Джонні Шоу)
- Найкраще оповідання —  Mischief in Mesopotamia (Пустощі в Месопотамії), Dana Cameron[en] (Дана Кемерон)
- Найкраща критична робота — Books to Die For: The World's Greatest Mystery Writers on the World's Greatest Mystery Novels (Книги, за які варто померти: найзначніші світові автори таємниць про світові найбільші романи таємниць), Джон Конноллі (John Connolly) і Declan Burke (Деклен Барк)

2014
- Найкращий роман — Ordinary Grace[en] (Звичайна благодать), Вільям Кент Крюгер (William Kent Krueger)
- Найкращий перший роман — Yesterday's Echo[en] (Вчорашнє відлуння), Matt Coyle (Метт Койл)
- Найкращий роман у м'якій обкладинці — As She Left It[en] (Як вона це залишила), Catriona McPherson[en] (Катріона Макферсон)
- Найкраще оповідання — The Caxton Private Lending Library & Book Depository[en] (Какстонова приватна бібліотека та книгосховище), Джон Конноллі (John Connolly)
- Найкраща критична робота —	The Hour of Peril: The Secret Plot To Murder Lincoln Before the Civil War[en] (Година небезпеки: таємна змова вбити Лінкольна перед громадянською війною), Daniel Stashower[en] (Даніель Стешовер)

2015
- Найкращий роман — After I'm Gone[en] (Після того, як я піду), Лаура Ліппман (Laura Lippman)
- Найкращий перший роман —  The Black Hour[en] (Темний час),  Lori Rader-Day[en] (Лорі Редер-Дей)
- Найкращий роман у м'якій обкладинці — The Day She Died[en] (День, коли вона померла), Catriona McPherson[en] (Катріона Макферсон)
- Найкраще оповідання — The Odds Are Against Us (Шанси проти нас), Art Taylor[en] (Арт Тейлор)
- Найкраща критична робота — Writes of Passage: Adventures on the Writer's Journey (Написання уривку: пригоди в подорожі письменника), Генк Філіппі Райан (Hank Phillippi Ryan)

2016
- Найкращий роман — The Killing Kind (Вбивчий вид), Chris Holm[en] (Кріс Голм)
- Найкращий перший роман — Past Crimes (Злочини минулого), Glen Erik Hamilton (Глен Ерик Гамільтон)
- Найкращий роман у м'якій обкладинці — The Long and Faraway Gone[en] (Давнє і далеке минуле), Lou Berney[en] (Лу Берні)
- Найкраще оповідання — The Little Men (Маленький чоловік), Megan Abbott[en] (Меган Ебботт)
- Роман для молоді — Need (Потреба), Joelle Charbonneau (Жоель Шарбоно)
- Найкраща критична робота — Forensics: What Bugs, Burns, Prints, DNA and More Tell Us About Crime (Криміналістика: що баги, сліди, відбитки, ДНК тощо говорять нам про злочинність), Вел Макдермід (Val McDermid)
- Найкраща антологія —	Murder Under the Oaks  (Вбивство під дубами), Art Taylor[en] (Арт Тейлор) (редактор)

2017
- Найкращий роман — A Great Reckoning (Великий розрахунок), Луїза Пенні (Louise Penny)
- Найкращий перший роман — IQ, Joe Ide[en] (Джо Іді)
- Найкращий роман у м'якій обкладинці — Heart of Stone (Серце каменю), James W. Ziskin[en] (Джеймс В. Зіскін)
- Найкраще оповідання —  Oxford Girl (Дівчина з Оксфорда),  Megan Abbott[en] (Меган Ебботт)
- Роман для молоді — The Girl I Used to Be (Дівчина, якою я була), April Henry[en] (Епріл Генрі)
- Найкраща критична робота —  Shirley Jackson: A Rather Haunted Life (Ширлі Джексон: Насичене життя), Ruth Franklin[en] (Рут Франклін)
- Найкраща антологія — Blood on the Bayou: Bouchercon Anthology 2016 (Кров на Байо: Антологія Бучеркона 2016), Greg Herren[en] (Грег Геррен)

2018
- Найкращий роман — Bluebird, Bluebird[en] (Блубьорд, Блубьорд), Attica Locke[en] (Аттіка Лок)
- Найкращий перший роман — Hollywood Homicide (Голлівудське вбивство), Kellye Garrett (Келлі Гарретт)
- Найкращий роман у м'якій обкладинці — The Day I Died (День, коли я помер), Lori Rader-Day[en] (Лорі Рейдер-Дей)
- Найкраще оповідання — My Side of the Matter (Сторона справи), Hilary Davidson[en] (Гіларі Девідсон)
- Нагорода Білла Крайдера для романа в серії —  "Y" Is for Yesterday[en] ("Y" для вчора), Сью Графтон (Sue Grafton)
- Антологія — The Obama Inheritance (Спадок Обами), Gary Phillips[en] (редактор) (Гері Філліпс)
- Online Content — Jungle Red Writers
- Найкраща критична робота — Вбивці квіткової повні. Таємниця індіанських убивств та народження ФБР (Killers of the Flower Moon: The Osage Murders and the Birth of the FBI), Девід Ґренн (David Grann)

2019
- Найкращий роман — November Road (Дорога листопада), Lou Berney[en] (Лу Берні)
- Найкращий перший роман — My Sister, the Serial Killer[en] (Моя сестра серійна вбивця), Oyinkan Braithwaite[en] (Ойнкен Брейтвейт)
- Найкращий роман у м'якій обкладинці — Under a Dark Sky (Під темним небом), Lori Rader-Day[en] (Лорі Рейдер-Дей)
- Найкраще оповідання — The Grass Beneath My Feet (Трава під моїми ногами), S. A. Cosby[en] (Ш. Е. Косбі)
- Найкраща критична робота — I'll Be Gone in the Dark[en] (Я зникну в темряві), Michelle McNamara[en] (Мішель Макнамара)

2020
- Найкращий роман — The Murder List (Список вбивств), Генк Філіппі Райан (Hank Phillippi Ryan)
- Найкращий перший роман —	One Night Gone (Минула одна ніч), Tara Laskowski (Тара Ласковскі)
- Найкращий роман у м'якій обкладинці — The Alchemist’s Illusion (Ілюзія алхіміка), Gigi Pandian (Гігі Пендіен)
- Найкраще оповідання — The Red Zone (Червона зона), Alex Segura[en] (Алекс Сегура)
- Роман для молоді — Seven Ways to Get Rid of Harry (Сім способів позбутися Гаррі), Jen Conley (Жен Конлі)
- Антологія — Malice Domestic 14: Mystery Most Edible (Домашня злочинність 14: Найбільш їстівна таємниця), Verena Rose, Rita Owen, and Shawn Reilly Simmons (eds.) (Верона Роуз, Ріта Овен, Шоун Рейллі, редактори)
- Найкраща критична робота — The Mutual Admiration Society: How Dorothy L. Sayers and her Oxford Circle Remade the World for Women (Товариство взаємного захоплення: як Дороті Л. Сейерс і її оксфордський гурток переробили світ для жінок), Mo Moulton[en] (Мо Моултон)

2021
- Найкращий роман — Blacktop Wasteland[en] (Асфальтова пустка), S. A. Cosby[en] (Ш. А. Косбі)
- Найкращий перший роман —	Winter Counts (Зимові рахунки), David Heska Wanbli Weiden[en] (Дейвід Геска Венблі Вейдін)
- Найкращий роман у м'якій обкладинці —  Unspeakable Things (Невимовні речі), Jess Lourey[en] (Джесс Лурей)
- Найкраще оповідання — 90 Miles (90 миль), Alex Segura[en] (Алекс Сегура)
- Роман для молоді — Holly Hernandez and the Death of Disco (Голлі Ернандес і смерть диско), Richie Narvaez[en] (Річі Нарваес)
- Антологія — Shattering Glass: A Nasty Woman Press Anthology (Розбиття скла: Антологія преси «Брудна жінка»), Гізер Грем ( редактор) (Heather Graham)
- Найкраща критична робота — Unspeakable Acts: True Tales of Crime Murder, Deceit, and Obsession (Невимовні вчинки: правдиві історії злочинів, вбивства, обману та одержимості), Sarah Weinman[en] (Сара Вейнмен)

2022
- Найкращий роман — Razorblade Tears[en] (Сльози леза бритви), S. A. Cosby[en] (Ш. А. Косбі)
- Найкращий перший роман — Arsenic and Adobo (Миш'як та іншіадобо), Mia P. Manansala[fr] (Міа П. Манансала)
- Найкращий роман у м'якій обкладинці — Bloodline (Кровна лінія), Jess Lourey[en] (Джесс Лурі)
- Найкраще оповідання — Not My Cross to Bear (Не мені хрест нести), S. A. Cosby[en] (Ш. А. Косбі)
- Роман для молоді — I Play One on TV (Я граю одну роль на телебаченні), Alan Orloff[en] (Алан Орлофф)
- Антологія — This Time for Sure: Bouchercon Anthology 2021 (Цього разу точно: Антологія Бучеркона 2021), Генк Філіппі Райан (редактор) (Hank Phillippi Ryan)
- Найкраща критична робота — How To Write a Mystery: A Handbook From Mystery Writers of America (Як створювати детектив: посібник від Товариства детективних письменників Америки), Лі Чайлд (Lee Child) та Laurie R. King[en] (Лорі Р. Кінг)

2023
- Найкращий роман у твердій обкладинці — Like a Sister (Як сестра), Kellye Garrett (Келлі Гарретт)
- Найкращий перший роман — Покоївка (The Maid), Ніта Проуз (Nita Prose)
- Найкращий роман у м'якій обкладинці/електронна книга/ аудіокнига — The Quarry Girls (Кар'єрні дівчата), Jess Lourey[en] (Джесс Лурі)
- Найкраще оповідання —  Beauty and the Beyotch (Красуня і відьма), Barb Goffman[en] (Барб Гоффман)
- Роман для молоді — Enola Holmes and the Elegant Escapade (Енола Холмс та елегантна пригода), Ненсі Спрінгер (Nancy Springer)
- Найкращий гумористичний роман — The Scot in a Trap (Шотландець у пастці), Catriona McPherson[en] (Катріона Макферсон)
- Антологія — Crime Hits Home: A Collection of Stories from Crime Fiction’s Top Authors (Кримінальні домашні хіти: Збірка оповідань від провідних авторів кримінальної детективної літератури), Ш. Дж. Розен (редактор) (S. J. Rozan)
- Найкраща критична робота —The Life of Crime: Detecting the History of Mysteries and Their Creators (Життя злочину: Розкриття історії детективних таємниць та їхніх творців), Martin Edwards[en] (Мартін Едвардс)